# Ethel (Mississipi)
Ethel és una població dels Estats Units a l'estat de Mississipi. Segons el cens del 2000 tenia 452 habitants.

## Demografia
Segons el cens del 2000, Ethel tenia 452 habitants, 173 habitatges, i 125 famílies. La densitat de població era de 290,9 habitants per km².
Dels 173 habitatges en un 39,9% hi vivien nens de menys de 18 anys, en un 43,4% hi vivien parelles casades, en un 22,5% dones solteres, i en un 27,7% no eren unitats familiars. En el 25,4% dels habitatges hi vivien persones soles l'11,6% de les quals corresponia a persones de 65 anys o més que vivien soles. El nombre mitjà de persones vivint en cada habitatge era de 2,61 i el nombre mitjà de persones que vivien en cada família era de 3,07.
Per edats la població es repartia de la següent manera: un 28,8% tenia menys de 18 anys, un 10,8% entre 18 i 24, un 26,3% entre 25 i 44, un 21,7% de 45 a 60 i un 12,4% 65 anys o més.
L'edat mediana era de 32 anys. Per cada 100 dones de 18 o més anys hi havia 83 homes.
La renda mediana per habitatge era de 20.114 $ i la renda mediana per família de 21.667 $. Els homes tenien una renda mediana de 22.083 $ mentre que les dones 13.409 $. La renda per capita de la població era de 8.240 $. Entorn del 30,4% de les famílies i el 32,8% de la població estaven per davall del llindar de pobresa.

## Poblacions més properes
El següent diagrama mostra les poblacions més properes.